# ريشا تشادا
ريشا تشادا هي ممثلة هندية، ولدت في 18 ديسمبر 1986 في الهند. من الجوائز التي نالتها جوائز فيلم فير.

## أعمال

### أفلام
- (2013) غوليون كي راسليلا رام-ليلا[6]
- (2015) ماسان

## جوائز
- جوائز فيلم فير

## وصلات خارجية
- ريشا تشادا على موقع IMDb (الإنجليزية)
- ريشا تشادا على موقع روتن توميتوز (الإنجليزية)
- ريشا تشادا على موقع قاعدة بيانات الفيلم (الإنجليزية)